# 东亚研究型大学协会
东亚研究型大学协会是一个成立于1996年的东亚地区跨国研究组织。成立初期有9所大学，现在有18所大学是其成员。该组织的宗旨是促进成员大学之间的交流，为几个东亚的主要研究型大学建立研究成果共享平台。

## 成员
| - 中国大陆 - 复旦大学 - 南京大学 - 北京大学 - 清华大学 - 中国科学技术大学 | - 香港 - 香港科技大学 | - 臺灣 - 國立臺灣大學 - 國立清華大學 - 國立陽明交通大學 | - - 韩国科学技术院 - 浦項工科大学 - 首爾大學 | - 日本 - 京都大学 - 大阪大学 - 东北大学 - 东京工业大学 - 东京大学 - 筑波大学 |

- 官网使用校名英文字母顺序排序。